# Francis Jay Herron
Francis Jay Herron (17 février 1837 – 8 janvier 1902), est un général de l'Union au cours de la guerre de Sécession.

## Avant la guerre
Francis J. Herron étudie à l'université occidentale de Pennsylvanie, mais la quitte à l'âge de seize ans sans avoir obtenu son diplôme pour devenir un employé de banque. En 1855, il rejoint ses trois frères à Dubuque, en Iowa, où ils fondent une banque(p902). En 1859, il organise et est élu capitaine d'une compagnie de la milice(p902) connue comme les « gris du gouverneur », que Herron offre au président élu, Abraham Lincoln en janvier 1861, deux mois avant l'inauguration de Lincoln.

## Guerre de Sécession
Herron est nommé capitaine du 1st Iowa Infantry le 14 mai 1861(p526),(p902). Il sert avec les forces de Nathaniel Lyon dans le Missouri, en participant aux batailles de Boonville et de Wilson's Creek(p902). Il quitte une première fois le service des volontaires le 20 août 1861(p526). Le 24 septembre 1861, Herron est promu lieutenant-colonel du 9th Iowa Infantry(p526) et combat lors de la bataille de Pea Ridge, où il est blessé et fait prisonnier, mais échangé peu de temps après. Un boulet de canon frappe son cheval, le transperce et blesse Herron. Il est amené dans un hôpital à Van Buren en Arkansas où le chirurgien confédéré réduit se fracture. Il est envoyé ensuite au fort Smith avant d'être échangé trois semaines plus tard(p167). Le chirurgien confédéré le raccompagne dans les lignes de l'Union et il atteint St. Louis le 1er mai après seize jours de trajet en ambulance(p167).
Il reçoit une promotion au brigadier général des volontaires pour ses actions dans cette bataille à compter du 16 juillet 1862(p526),(p902), et plus tard reçoit la médaille d'honneur. Il commande les deuxième et troisième divisions de l'armée de la frontière et fait une marche forcée de 114 milles (183 km) en trois jours pour rejoindre la division de James G. Blunt dans l'ouest de l'Arkansas. Le commandement conjoint de Herron et de Blunt attaque Thomas C. Hindman lors de la bataille de Prairie Grove(p902) et oblige les confédérés à abandonner l'ouest de l'Arkansas. Pour ses actions à Prairie Grove, Herron est nommé major général des volontaires le 29 novembre 1862(p526), devenant le plus jeune major général de chaque côté au moment de sa promotion(p146).
Ses deux divisions sont regroupées pour former la « division de Herron » qui est affectée au XVIIe corps. Pendant le siège de Vicksburg, la division de Herron est placé sur le flanc à l'extrême gauche des lignes de l'Union. Lors de la reddition de la ville Ulysses S. Grant choisit Herron, avec les généraux James B. McPherson et John A. Logan, pour mener la procession dans la ville et d'accepter la reddition officielle des armes le 4 juillet 1863. Il mène ensuite l'expédition de Yazoo City(p902), capturant la ville, la flotte confédérée et des fournitures. Herron est nommé au commandement d'une division du XIIIe corps et occupe la côte du Texas avec ses quartiers généraux à Brownsville(p902). Pendant ce temps, il fournit de l'aide au président mexicain Benito Juárez et empêche les troupes françaises de l'empereur Maximilien de s'établir le long du Rio Grande(p902). Alors que la guerre  de Sécession prend fin, Herron commande le district de Louisiane septentrionale(p903).

## Après la guerre
Après la guerre de Sécession, il reste à Baton Rouge. Il est collecteur d'impôts pour un district de La Nouvelle-Orléans et sert comme un marshal des États-Unis de 1867 à 1869(p903). Il est le secrétaire d'État de la Louisiane, avant de partir pour New York en 1877, où il pratique le droit et travaille comme banquier(p903). Il meurt dans la misère, dans un immeuble dans la ville de New York, et est enterré dans le cimetière du Calvaire, dans le Queens, à New York. Sa tombe se trouve dans la section 10, parcelle 208, tombe 1/16.

## Honneurs
Un buste en bronze de Herron (sculpté par Solon Borglum) est érigé en janvier 1914. Il se dresse sur Pemberton Avenue dans le parc militaire national de Vicksburg.

## Citation de la médaille d'honneur
Grade et organisation : lieutenant-colonel, 9th Iowa Infantry. Lieu et date: à Pea Ridge, Arkansas, le 7 mai 1862. Entré en service à : Pittsburgh, Pa. Naissance : 17 février 1837, Pittsburgh, Pennsylvanie. Date de délivrance : 26 septembre 1893(p526).
Citation:
Menait avant tout ses hommes, les ralliant par des actes répétés de l'audace, jusqu'à ce que fut lui-même mutilé et fait prisonnier.